# Thyene coccineovittata
Thyene coccineovittata là một loài nhện trong họ Salticidae.
Loài này thuộc chi Thyene. Thyene coccineovittata được Eugène Simon miêu tả năm 1886.